# Астерион
Астерион (Астерий, др.-греч. Ἀστερίων или Ἀστέριος «звёздный») — в древнегреческой мифологии царь Крита, муж Европы. Сын Тектама и дочери Крефея. Взял в жёны похищенную Зевсом Европу и воспитал ее сыновей Миноса, Радаманта и Сарпедона, передав им престол. Умер бездетным. По другой версии, происходил с Иды, отец Милета и Кавна.
Кроме того, Астерий — это эпитет Зевса на Крите. Сам Минос именуется сыном Зевса Астерия.